# Stadion Esp
Das Stadion Esp ist ein Fussballstadion in der Schweizer Einwohnergemeinde Fislisbach, Bezirk Baden, im Kanton Aargau. Es ist das Heimstadion des Fussballvereins FC Baden.

## Geschichte
Der FC Baden bekam, nach dem Verkauf des Sportplatzes Scharten auf Wettinger Boden 1975, die Erlaubnis der Stadt, ein neues Stadion zu bauen. Nach Aufnahme eines Baukredits in Höhe von über sechs Millionen Franken begann der Bau der Anlage, der bis zur Eröffnung 1988 anhielt. Diese fand über zwei Tage, am 11. und 12. Juni 1988, statt.

## Gebäude
Das Stadion bietet 7'000 Zuschauern Platz und verfügt über Umkleidekabinen sowie über Lagerräume. 2008 wurde die Tribüne um eine V. I. P.-Tribüne erweitert. Der Naturrasen wurde 2011 durch einen Kunstrasen ausgetauscht.